# Tourner dans le vide
Singles de Indila
Dernière Danse
(2013) S.O.S
(2014)
Tourner dans le vide est le deuxième single de la chanteuse Indila, extrait de l'album Mini World. Le titre est écrit par Indila et composé et produit par Skalpovich. Le clip a été tourné au château de Ferrières (Ferrières-en-Brie).

## Classements
| Classement                              | Meilleure position |
| --------------------------------------- | ------------------ |
| France (SNEP)                           | 13                 |
| Belgique (Wallonie Ultratop 50 Singles) | 11                 |
| Hongrie (Single Top 40)                 | 38                 |